# دينامين
دينامين Dynamin هو GTPase المسؤول عن الالتقام في الخلية حقيقية النواة. الدينامين هو جزء من " عائلة الدينامين الفائقة " ، والتي تشمل الدينامينات الكلاسيكية ، والبروتينات الشبيهة بالدينامين ، وبروتينات Mx ، و OPA1 ، والميتوفوسين ، وGBPs . يشارك أعضاء عائلة الدينامين بشكل أساسي في قطع الحويصلات المتكونة حديثًا من غشاء حجرة خلوية واحدة واستهدافهم واندماجهم مع حجرة أخرى ، سواء على سطح الخلية (خاصة استيعاب الكهوف ) وكذلك في جولجي جهاز .    يلعب أفراد عائلة الدينامين أيضًا دورًا في العديد من العمليات بما في ذلك تقسيم العضيات ،  والتحرك الخلوي ومقاومة مسببات الأمراض الميكروبية.

## البنية

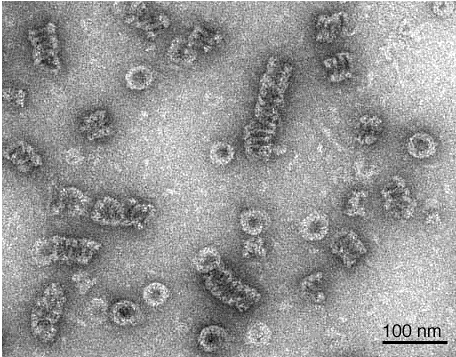
تجميع الدينامين في بوليمرات حلزونية كما يصورها الفحص المجهري الإلكتروني السلبي.

الدينامين نفسه عبارة عن إنزيم 96 كيلو دالتون ، وقد تم عزله لأول مرة عندما كان الباحثون يحاولون عزل محركات جديدة تعتمد على الأنابيب الدقيقة من دماغ البقر. تمت دراسة الدينامين على نطاق واسع في سياق تبرعم حويصلة مغلفة بالكلاذرين من غشاء الخلية .   بدءًا من الطرف N ، يتكون الدينامين من مجال جي تي باز GTPase متصل بمجال ساق حلزوني عبر منطقة عنق مرنة تحتوي على عنصر إشارة الحزمة ومجال جي تي باز إفيكتور . في الطرف المقابل من مجال القصبة توجد حلقة مرتبطة بمجال متماثل بليكسترين المرتبط بالغشاء. ثم يعود حبلا البروتين مرة أخرى نحو مجال جي تي باز وينتهي بمجال برولين ريتش الذي يرتبط بمجالات Src Homology للعديد من البروتينات.

## الوظيفة
أثناء الالتقام الخلوي بوساطة الكلاثرين ، يغزو غشاء الخلية لتشكيل حويصلة في مهدها. يرتبط الدينامين ويتجمع حول عنق الحويصلة الداخلية ، مكونًا بوليمر حلزوني مرتب بحيث تتضاءل نطاقات جي تي باز بطريقة غير متماثلة عبر الدرجات الحلزونية.   يقيد البوليمر الغشاء الأساسي عند ربط GTP والتحلل المائي من خلال التغييرات التوافقية المنبثقة من منطقة الرقبة المرنة التي تغير التناظر الحلزوني الكلي.  يؤدي الانقباض حول عنق الحويصلة إلى تكوين حالة غشاء انشطار نصفي تؤدي في النهاية إلى انشقاق الغشاء.    قد يكون التقلص جزئيًا نتيجة نشاط التواء للدينامين ، مما يجعل الدينامين هو المحرك الجزيئي الوحيد المعروف بنشاط التواء. 

## الأنواع
في الثدييات ، تم التعرف على ثلاثة جينات مختلفة للدينامين مع اختلافات رئيسية في التسلسل في مجالات تماثل البليكسترين الخاصة بهم مما أدى إلى اختلافات في التعرف على الأغشية الدهنية:
- يتم التعبير عن الدينامين الأول في الخلايا العصبية وخلايا الغدد الصماء العصبية
- يتم التعبير عن الدينامين II في معظم أنواع الخلايا،
- يتم التعبير عن الدينامين III بقوة في الخصية ، ولكنه موجود أيضًا في أنسجة القلب والدماغ والرئة . [13] [10]

## علم العقاقير
تم تطوير مثبطات الجزيئات الصغيرة لنشاط الدينامين ، بما في ذلك ديناسور ( Dynasore )  والمشتقات القابلة للتحويل الضوئي (دينازو)  للتحكم الزماني المكاني في الالتقام الخلوي بالضوء ( علم الأدوية الضوئية ).

## الآثار المترتبة على المرض
تم العثور على الطفرات في دينامين II لتسبب مرض شاركو ماري توث الوسيط المهيمن.  اعتلال الدماغ الصرع - الذي يسبب طفرات دي نوفو في الدينامين قد تم اقتراحه للتسبب في اختلال وظيفي في انشقاق الحويصلة أثناء الالتقام الحويصلي المشبكي. 

## اقرأ أيضا
- بروتين شبيه بالدينامين 120 كيلو دالتون

## روابط خارجية
- Dynamins في المكتبة الوطنية الأمريكية للطب نظام فهرسة المواضيع الطبية (MeSH).

قالب:Cytoskeletal Proteinsقالب:Acid anhydride hydrolases